# Tobias Tilemann
Tobias Tilemann (* 11. Februar 1584 in Wittenberg; † 25. März 1614 in Wittenberg) war ein deutscher Mathematiker.

## Leben
Geboren als Sohn des Archidiakons an der Wittenberger Stadtkirche und Magisters Bartholomäus Tilemann, und seiner Frau Anna (geb. Belin), wurde er am 16. Juli 1595 an der Universität Wittenberg immatrikuliert und machte in seinen Studien solche Fortschritte, dass er 1604 den Magistergrad erlangte. Daraufhin hielt er Privatvorlesungen und Disputationen über Arithmetik, Sphärik, Euklid, Trigonometrie, Winkelfunktionen und Planetentheorie.
Am 1. Mai 1610 wurde er Adjunkt an der philosophischen Fakultät und übernahm 1611 die Professur der niederen Mathematik, soweit es seine körperliche Schwäche zuließ. Am 9. Juni 1612 heiratete er Juliana, Tochter des Amtsschössers Caspar Meiner und dessen Frau Martha (Tochter des Fridrich Pflugritter, Bürgermeister in Borna). In der Zeit seiner Ehe hat er wenig gesunde Tage erlebt. Nachdem er 18 Wochen auf dem Sterbebett gelegen war, starb er am 25. März 1614.

## Werkauswahl
- Exercitationes philosophicas. Wittenberg 1610[2]
- Disputatio Exercitationum Philosophicarum XIIX. De Elementis, Ac Eorum Qualitatibus. (Resp. Christian Finck) Gormann, Wittenberg 1610. (Digitalisat)
- Exercitationes historicas
- Exercitationes physiologicas. Wittenberg 1612
- De evefione rerum publicarum.